# Александр фон Клюк
Александр фон Клюк (нім. Alexander Heinrich Rudolph von Kluck; нар. 20 травня 1846, Мюнстер — пом. 19 жовтня 1934, Берлін) — німецький воєначальник прусської армії, генерал-полковник німецької імперської армії. Учасник австро-прусської, французько-прусської та Першої світової війн (1914–1918).

## Біографія
Військова кар'єра
- 16 серпня 1866 — лейтенант
- 13 квітня 1872 — оберлейтенант
- 15 лютого 1879 — гауптман
- 15 листопада 1887 — майор
- 25 березня 1893 — оберстлейтенант
- 18 квітня 1896 — оберст
- 22 вересня 1899 — генерал-майор
- 3 квітня 1902 — генерал-лейтенант
- 16 жовтня 1906 — генерал від інфантерії
- 27 січня 1914 — генерал-полковник

### Рання кар'єра
Александр Генріх Рудольф фон Клюк народився 20 травня 1846 року в Мюнстері в родині архітектора Карла Клюка та його дружини Єлизабет.
У 1865 році поступив на військову службу до прусської армії, був зарахований до 55-го піхотного полку. У 1866 році брав участь у швидкоплинній австро-прусській війні. Учасник Французько-прусської війни 1870—1871 років. У битві біля Коломбей-Борні був двічі поранений. За бойові заслуги в цій війні нагороджений Залізним хрестом II ступеня.

Карта плану Шліффена. 1-ша армія генерала фон Клюка на правому фланзі сил вторгнення

Уточнений план Мольтке-Шліффена.

З 1881 Александр фон Клюк командир роти офіцерської школи в Юліху. З 1884 року начальник офіцерських підготовчих курсів в Аннабурзі, з 1888 року — в Нейбрезахі. 15 листопада 1887 йому присвоєне звання майор.
16 квітня 1889 А.фон Клюк командир батальйону 66-го піхотного полку (3-го магдебурзького). 25 березня 1893 року йому присвоєне звання оберст-лейтенант. З 27 січня 1896 року він начальник 1-го округу ландвера (Берлін).
18 квітня 1898 року підвищений в оберсти, 15 червня став командиром 34-го фузілерного полку в Бромбергу, з 1899 року — командир 23-ї піхотної бригади (Глейвіце). 22 вересня 1899 року отримав звання генерал-майора.
1903 року його призначено командувати 37-ю піхотною дивізією (Алленштайн), а з 1906 року він став командиром 5-го армійського корпусу (штаб-квартира в Позені), з 1907 року — 1-го армійського корпусу в Кенігсберзі, з 1913 року генерал-інспектор 8-й армійської інспекції (штаб-квартира в Берліні).
27 січня 1914 року А.фон Клюк підвищений у генерал-полковники Імперської армії Німеччини.

### Перша світова війна
2 серпня 1914 року на початковій фазі мобілізації кайзерівської армії генерал-полковник А. фон Клюк призначений командувачем 1-ї армії (близько 210 тисяч осіб і 796 гармат), що за планом Шліффена розгорталася на найпівнічнішому фланзі німецького ударного угруповання в районі Крефельд — Еркеленц — Юліх — Берггайм. До складу польової армії генерала А. фон Клюка увійшли II (генерал А. Лінзінген), III (генерал Е. фон Лохов), IV (генерал Ф. Сікст фон Арнім) армійські корпуси, III (генерал Г. Безелер) і IV (генерал Г.фон Гронау) резервні корпуси, а також 10-та, 11-та і 27-ма ландверні бригади. Незабаром до армії зі складу 2-ї армії був переданий IX армійський корпус генерала Ф. фон Куаста.
Армія генерала А.фон Клюка при вторгненні до Бельгії діяла на крайньому правому крилі німецьких військ. 7 серпня війська фон Клюка форсували Маас і почали рух у напрямку на Брюссель. Однак, попри замислу генерала фон Шліффена, наступ німецької армії розвивався не так успішно й стрімко, як це планувалося перед війною. Бельгійська армія чинила затятий опір і німцям доводилося з великими напруженнями долати їхній спротив.
17 серпня 1-ша армія була тимчасово підпорядкована командувачу 2-ї армії генералу К. фон Бюлову. До 20 серпня фон Клюк вимушений був залишити посилений 3-й резервний корпус для блокади Антверпена, рештою сил він вийшов на лінію Вольфертгем — Ватерлоо, розвиваючи наступ на захід від Намюра. 23 серпня 1914 року його війська здобули велику перемогу в боях біля Монса та Ле-Като над Британським експедиційним корпусом фельдмаршала Дж. Френча, що був вимушений відвести війська на лінію Камбре — Ле-Като.
Також у серпні 1-ша армія під командуванням Клюка спричинила масові вбивства мирного населення Бельгії та спалення культурних цінностей, серед яких світову відомість набула різня у Левені.
На початку вересня 1914 року на півночі Франції розгорнулась велика битва між німецькими та англо-французькими військами, що відбулася на річці Марна. 5 вересня 1914 року армія фон Клюка була атакована у фланг (4-й резервний корпус генерала Г.фон Гронау) 6-ю французькою армією генерала М. Монурі, яку підтримали війська паризького гарнізону. Фон Клюк швидко провів маневр силами та засобами й відкинув Монурі, але при цьому між його армією і 2-ю армією утворився розрив у 30 км, прикритий лише кавалерійськими частинами. Щільно прикрити її Бюлов не зміг, оскільки був зайнятий боями біля Сен-Гондських боліт, а резервів у нього теж не було.
У ніч на 9 вересня британська армія і частина 5-ї французької армії вклинилися в пролом, що утворився. 9 вересня командувач 2-ю армією генерал К. фон Бюлов віддав наказ про відхід на Марну. Його сусідам, 1-ій армії фон Клюка та 3-ій армії фон Гаузена, також нічого не залишалося, як почати відступ. Німецькі армії стали відходити на північ. Вони при цьому зазнали великих втрат, відступ викликав психологічний злам. Німці настільки втомилися, що були випадки, коли німців брали в полон сплячими. Виснажені перевантаженнями, вони спали так міцно, що французи, знаходячи їх, не могли розбудити.
Разом з цим фон Клюк не припиняв спроби активних дій навіть за таких складних умов, що утворилися на фронті. Незабаром він почав успішний наступ правим флангом на Нантей, у той час як його лівий фланг ув'язався в затяжні бої з британсько-французькими військами між Шато-Тьєррі і гирлом річки Урк; у зв'язку з цим Клюк загнув лівий фланг фронтом на південь. Однак, скоро до фон Клюка прибув емісар Г. фон Мольтке оберст Р. Хенч, який віддав наказ вищого командування на відступ. Командувач 1-ї армії фон Клюк намагався переконати Хенча, що обстановка, яка утворилася, не зашкоджує його діям і необхідності до відступу немає. На що оберст Хенч, пославшись на свої повноваження, настояв на своєму, крім того, він охарактеризував сусідню 2-у армію як виснажену до крайнього ступеня. В середині дня армія почала відхід на Суассон.
12-13 вересня армія фон Клюка відступила на рубіж річки Ена, де на ділянці Нампсель — Вайн німецькі війська перейшли до оборони по правому берегу річки. 13-15 вересня у першій битві на Ені, німецький воєначальник зупинив спробу контрнаступу британської та французької армій.
На думку більшості воєнних експертів відсутність чіткої взаємодії та координації дій на етапі битви на Марні між генералами фон Клюком та фон Бюловим урешті-решт призвели до поразки німецьких військ та їхньому відходу за Марну. Замість рішучого та потужного удару по Парижу й імовірно до швидкої перемоги у війні, німці встали у позиційну оборону, де бойові дії точилися протягом декількох років. Переважна кількість німецьких воєначальників та керівників з великою повагою ставилась до командувача 1-ї армії генерала фон Клюка й особливо до його начальника штабу генерал-майора Г. фон Кюля.
Із завершенням битви на Марні та на Ені обстановка північніше Парижа стабілізувалась, противники перейшли до позиційної оборони. Армія фон Клюка міцно утримувала рубіж на річці Ена й тільки 22-26 вересня вела бої в першій битві в Пікардії. У цей час, з 16 вересня по 15 жовтня німецькі війська та сил Антанти відчайдушно намагались обійти відкритий фланг противника й вдарити його з іншого напрямку. Перекидаючи з різних ділянок усе нові та нові сили до своїх відкритих флангів західніше Уази й далі на північний захід, вони спробували атакувати ворога, доки не досягли в такому «змаганні» берега моря. Всі ці дії згодом увійшли в історію, як «біг до моря».
Наприкінці 1914 року фронт на Заході більш-менш стабілізувався і війна перейшла в стадію «позиційної». З 1915 році армія Клюка займала фронт Нуайон — Суассон, з розміщенням штаб-квартири армії у Фоламбре.
27 березня 1915 року під час проведення інспекційної поїздки у війська, генерал-полковник А.фон Клюк перебував на передовій поблизу Ваї-сюр-Ен і потрапив під артилерійський обстріл противника. У наслідок ураження артилерійською шрапнеллю дістав декілька поранень та був госпіталізований.
28 березня 1915 року за бойові заслуги на фронті та майстерність у керівництві військами був удостоєний вищого ордену імперії — Pour le Mérite. Однак через поганий стан здоров'я після поранення був відсторонений від командування армією, а в жовтні 1916 року переведений до резерву.
Автор мемуарів «Наступ на Париж і битва на Марні» (1920).

## Нагороди
- Пам'ятний хрест за 1866
- Почесний військовий знак 1-го класу
- Залізний хрест 2-го класу зразка 1870 року із застібками «25» і зразка 1914 року
- Пам'ятна військова медаль за кампанію 1870-71
- Хрест «За вислугу років» (Пруссія) (1890)
- Столітня медаль (1897)
- Орден Корони (Пруссія) 4-го, 3-го, 2-го і 1-го (з мечами) класу
- Орден Червоного орла
  - 4-го класу
  - 3-го класу
  - 2-го класу
  - 1-го класу з дубовим листям
  - великий хрест з дубовим листям і зіркою
  - ланцюг до великого хреста
- Орден Чорного орла (1913)
- Залізний хрест 1-го класу зразка 1914 року
- Pour le Mérite (29 березня 1915) — вручений особисто імператором Вільгельмом 30 березня.
- Нагрудний знак «За поранення» в чорному
- Почесний хрест ветерана війни з мечами (1934)